# Megrelija-Gornja Svanetija
Megrelija-Gornja Svanetija ili Mingrelija-Gornja Svanetija (gruz. სამეგრელო-ზემო სვანეთი) je regija (Mhare) u zapadnoj Gruziji koja uključuje povijesne gruzijske pokrajine Mingreliju (Samegrelo) i Gornju Svanetiju (Zemo Svaneti). Glavni grad je Zugdidi.

## Opći podatci
Površina regije je 7468 km², broj stanovnika je 308 400. Administrativno središte je Zugdidi. U regiji je 500 naseljenih područja, uključujući:
- sedam gradova: Abaša, Hobi, Martvili, Poti, Džvari, Zugdidi, Senaki
- dvije dabe (naselja): Mestia, Čhorotsku
- 491 sela

## Općine
| Karta      | Općina |
| ---------- | ------ |
|            |        |
| Poti       |        |
| Abaša      |        |
| Zugdidi    |        |
| Martvili   |        |
| Mestia     |        |
| Senaki     |        |
| Čhorotsku  |        |
| Calendžiha |        |
| Hobi       |        |

## Zemljopis
Regija se nalazi na zapadu zemlje, proteže se od Ruske Federacije do Crnog mora. Na zapadu graniči s Abhaškom AR, na jugu s Gurijom, a na zapadu s Imeretijom i regijom Rača-Lečhumi i Donja Svanetija.

## Stanovništvo

### Etničke grupe
Prema gruzijskom popisu stanovništva iz 2014. godine, 99,37 % stanovnika su Gruzijci, a 0,35 % Rusi. U toj regiji žive i druge etničke skupine, uključujući Ukrajince, Armence, Abhaze i Grke.

### Jezici
Gruzijskim jezikom govori čitavo stanovništvo regije i etničke manjine poput Rusa i drugih. Mingrelski je kartvelski jezik kojim govore Mingreli, podskupina Gruzijaca, porijeklom iz Mingrelije. Svanski je također kartvelski jezik, kojim govore Svani, podgrupa Gruzijaca porijeklom iz Svanetije.

### Religija
Oko 99 % stanovništva izjašnjava se pravoslavnim kršćanima. Postoji i mala manjina armenskih kršćana i rimokatolika.

## Vanjske poveznice
- Službena mrežna stranica